# ریچارد دنینگ
ریچارد دنینگ (انگلیسی: Richard Denning؛ ۲۷ مارس ۱۹۱۴ – ۱۰ نوامبر ۱۹۹۸) یک هنرپیشه اهل ایالات متحده آمریکا بود. وی بین سال‌های ۱۹۳۷ تا ۱۹۸۹ میلادی فعالیت می‌کرد.
از فیلم‌ها یا برنامه‌های تلویزیونی که وی در آن نقش داشته است می‌توان به موجودی از باتلاق سیاه، عشقبازی به یادماندنی اشاره کرد.